# Llista d'asteroides/75201–75300
| Nom     | Designació provisional | Data de descobriment | Lloc de descobriment  | Descobridor/s               |
| ------- | ---------------------- | -------------------- | --------------------- | --------------------------- |
| 75201 - | 1999 VC178             | 6 de novembre, 1999  | Socorro               | LINEAR                      |
| 75202 - | 1999 VV178             | 6 de novembre, 1999  | Socorro               | LINEAR                      |
| 75203 - | 1999 VL183             | 12 de novembre, 1999 | Socorro               | LINEAR                      |
| 75204 - | 1999 VC184             | 15 de novembre, 1999 | Socorro               | LINEAR                      |
| 75205 - | 1999 VQ184             | 15 de novembre, 1999 | Socorro               | LINEAR                      |
| 75206 - | 1999 VY184             | 15 de novembre, 1999 | Socorro               | LINEAR                      |
| 75207 - | 1999 VR188             | 15 de novembre, 1999 | Socorro               | LINEAR                      |
| 75208 - | 1999 VE191             | 9 de novembre, 1999  | Socorro               | LINEAR                      |
| 75209 - | 1999 VM192             | 1 de novembre, 1999  | Anderson Mesa         | LONEOS                      |
| 75210 - | 1999 VP192             | 1 de novembre, 1999  | Anderson Mesa         | LONEOS                      |
| 75211 - | 1999 VD193             | 1 de novembre, 1999  | Anderson Mesa         | LONEOS                      |
| 75212 - | 1999 VK201             | 3 de novembre, 1999  | Socorro               | LINEAR                      |
| 75213 - | 1999 VD202             | 4 de novembre, 1999  | Socorro               | LINEAR                      |
| 75214 - | 1999 VF202             | 4 de novembre, 1999  | Socorro               | LINEAR                      |
| 75215 - | 1999 VG212             | 12 de novembre, 1999 | Socorro               | LINEAR                      |
| 75216 - | 1999 VV213             | 14 de novembre, 1999 | Socorro               | LINEAR                      |
| 75217 - | 1999 VJ215             | 3 de novembre, 1999  | Socorro               | LINEAR                      |
| 75218 - | 1999 VL216             | 3 de novembre, 1999  | Socorro               | LINEAR                      |
| 75219 - | 1999 VV219             | 5 de novembre, 1999  | Socorro               | LINEAR                      |
| 75220 - | 1999 VL220             | 3 de novembre, 1999  | Socorro               | LINEAR                      |
| 75221 - | 1999 VN222             | 4 de novembre, 1999  | Kitt Peak             | Spacewatch                  |
| 75222 - | 1999 VO223             | 5 de novembre, 1999  | Socorro               | LINEAR                      |
| 75223 - | 1999 WP1               | 28 de novembre, 1999 | Kleť                  | Kleť                        |
| 75224 - | 1999 WC3               | 27 de novembre, 1999 | Višnjan Observatory   | K. Korlević                 |
| 75225 - | 1999 WD3               | 27 de novembre, 1999 | Colleverde            | V. S. Casulli               |
| 75226 - | 1999 WF3               | 19 de novembre, 1999 | Kvistaberg            | Uppsala-DLR Asteroid Survey |
| 75227 - | 1999 WT3               | 28 de novembre, 1999 | Oizumi                | T. Kobayashi                |
| 75228 - | 1999 WB4               | 28 de novembre, 1999 | Oizumi                | T. Kobayashi                |
| 75229 - | 1999 WV4               | 28 de novembre, 1999 | Oizumi                | T. Kobayashi                |
| 75230 - | 1999 WX4               | 28 de novembre, 1999 | Oizumi                | T. Kobayashi                |
| 75231 - | 1999 WZ4               | 28 de novembre, 1999 | Oizumi                | T. Kobayashi                |
| 75232 - | 1999 WK6               | 28 de novembre, 1999 | Višnjan Observatory   | K. Korlević                 |
| 75233 - | 1999 WE7               | 28 de novembre, 1999 | Višnjan Observatory   | K. Korlević                 |
| 75234 - | 1999 WO7               | 28 de novembre, 1999 | Višnjan Observatory   | K. Korlević                 |
| 75235 - | 1999 WX7               | 29 de novembre, 1999 | Višnjan Observatory   | K. Korlević                 |
| 75236 - | 1999 WB8               | 28 de novembre, 1999 | Kvistaberg            | Uppsala-DLR Asteroid Survey |
| 75237 - | 1999 WK8               | 29 de novembre, 1999 | Oohira                | T. Urata                    |
| 75238 - | 1999 WC9               | 29 de novembre, 1999 | San Marcello          | A. Boattini, L. Tesi        |
| 75239 - | 1999 WZ9               | 30 de novembre, 1999 | Oizumi                | T. Kobayashi                |
| 75240 - | 1999 WH11              | 30 de novembre, 1999 | Kitt Peak             | Spacewatch                  |
| 75241 - | 1999 WL11              | 29 de novembre, 1999 | Nachi-Katsuura        | H. Shiozawa, T. Urata       |
| 75242 - | 1999 WP11              | 29 de novembre, 1999 | H. Shiozawa, T. Urata |                             |
| 75243 - | 1999 WV11              | 28 de novembre, 1999 | Kitt Peak             | Spacewatch                  |
| 75244 - | 1999 WO12              | 29 de novembre, 1999 | Kitt Peak             | Spacewatch                  |
| 75245 - | 1999 WH18              | 29 de novembre, 1999 | Višnjan Observatory   | K. Korlević                 |
| 75246 - | 1999 WJ19              | 30 de novembre, 1999 | Kitt Peak             | Spacewatch                  |
| 75247 - | 1999 XJ                | 1 de desembre, 1999  | Prescott              | P. G. Comba                 |
| 75248 - | 1999 XX                | 2 de desembre, 1999  | Oizumi                | T. Kobayashi                |
| 75249 - | 1999 XU1               | 3 de desembre, 1999  | Baton Rouge           | W. R. Cooney Jr.            |
| 75250 - | 1999 XH3               | 4 de desembre, 1999  | Catalina              | CSS                         |
| 75251 - | 1999 XN3               | 4 de desembre, 1999  | Catalina              | CSS                         |
| 75252 - | 1999 XS3               | 4 de desembre, 1999  | Catalina              | CSS                         |
| 75253 - | 1999 XY3               | 4 de desembre, 1999  | Catalina              | CSS                         |
| 75254 - | 1999 XC4               | 4 de desembre, 1999  | Catalina              | CSS                         |
| 75255 - | 1999 XD6               | 4 de desembre, 1999  | Catalina              | CSS                         |
| 75256 - | 1999 XW6               | 4 de desembre, 1999  | Catalina              | CSS                         |
| 75257 - | 1999 XX6               | 4 de desembre, 1999  | Catalina              | CSS                         |
| 75258 - | 1999 XE8               | 3 de desembre, 1999  | Oizumi                | T. Kobayashi                |
| 75259 - | 1999 XG9               | 2 de desembre, 1999  | Kitt Peak             | Spacewatch                  |
| 75260 - | 1999 XO10              | 5 de desembre, 1999  | Catalina              | CSS                         |
| 75261 - | 1999 XB11              | 5 de desembre, 1999  | Catalina              | CSS                         |
| 75262 - | 1999 XF11              | 5 de desembre, 1999  | Catalina              | CSS                         |
| 75263 - | 1999 XO11              | 5 de desembre, 1999  | Catalina              | CSS                         |
| 75264 - | 1999 XG12              | 5 de desembre, 1999  | Socorro               | LINEAR                      |
| 75265 - | 1999 XE13              | 5 de desembre, 1999  | Socorro               | LINEAR                      |
| 75266 - | 1999 XG13              | 5 de desembre, 1999  | Socorro               | LINEAR                      |
| 75267 - | 1999 XJ13              | 5 de desembre, 1999  | Socorro               | LINEAR                      |
| 75268 - | 1999 XN15              | 5 de desembre, 1999  | Višnjan Observatory   | K. Korlević                 |
| 75269 - | 1999 XU15              | 6 de desembre, 1999  | Višnjan Observatory   | K. Korlević                 |
| 75270 - | 1999 XB16              | 7 de desembre, 1999  | Catalina              | CSS                         |
| 75271 - | 1999 XE16              | 7 de desembre, 1999  | Prescott              | P. G. Comba                 |
| 75272 - | 1999 XG16              | 7 de desembre, 1999  | Socorro               | LINEAR                      |
| 75273 - | 1999 XC18              | 3 de desembre, 1999  | Socorro               | LINEAR                      |
| 75274 - | 1999 XK18              | 3 de desembre, 1999  | Socorro               | LINEAR                      |
| 75275 - | 1999 XG19              | 3 de desembre, 1999  | Socorro               | LINEAR                      |
| 75276 - | 1999 XK19              | 3 de desembre, 1999  | Socorro               | LINEAR                      |
| 75277 - | 1999 XN19              | 5 de desembre, 1999  | Socorro               | LINEAR                      |
| 75278 - | 1999 XQ19              | 5 de desembre, 1999  | Socorro               | LINEAR                      |
| 75279 - | 1999 XX19              | 5 de desembre, 1999  | Socorro               | LINEAR                      |
| 75280 - | 1999 XZ20              | 5 de desembre, 1999  | Socorro               | LINEAR                      |
| 75281 - | 1999 XF22              | 5 de desembre, 1999  | Socorro               | LINEAR                      |
| 75282 - | 1999 XG22              | 6 de desembre, 1999  | Socorro               | LINEAR                      |
| 75283 - | 1999 XH23              | 6 de desembre, 1999  | Socorro               | LINEAR                      |
| 75284 - | 1999 XV24              | 6 de desembre, 1999  | Socorro               | LINEAR                      |
| 75285 - | 1999 XY24              | 6 de desembre, 1999  | Socorro               | LINEAR                      |
| 75286 - | 1999 XZ24              | 6 de desembre, 1999  | Socorro               | LINEAR                      |
| 75287 - | 1999 XD25              | 6 de desembre, 1999  | Socorro               | LINEAR                      |
| 75288 - | 1999 XL26              | 6 de desembre, 1999  | Socorro               | LINEAR                      |
| 75289 - | 1999 XM26              | 6 de desembre, 1999  | Socorro               | LINEAR                      |
| 75290 - | 1999 XY27              | 6 de desembre, 1999  | Socorro               | LINEAR                      |
| 75291 - | 1999 XD28              | 6 de desembre, 1999  | Socorro               | LINEAR                      |
| 75292 - | 1999 XE28              | 6 de desembre, 1999  | Socorro               | LINEAR                      |
| 75293 - | 1999 XQ28              | 6 de desembre, 1999  | Socorro               | LINEAR                      |
| 75294 - | 1999 XU28              | 6 de desembre, 1999  | Socorro               | LINEAR                      |
| 75295 - | 1999 XH30              | 6 de desembre, 1999  | Socorro               | LINEAR                      |
| 75296 - | 1999 XS30              | 6 de desembre, 1999  | Socorro               | LINEAR                      |
| 75297 - | 1999 XY32              | 6 de desembre, 1999  | Socorro               | LINEAR                      |
| 75298 - | 1999 XF33              | 6 de desembre, 1999  | Socorro               | LINEAR                      |
| 75299 - | 1999 XM33              | 6 de desembre, 1999  | Socorro               | LINEAR                      |
| 75300 - | 1999 XJ34              | 6 de desembre, 1999  | Socorro               | LINEAR                      |